# Lam Sơn, Tam Nông (Phú Thọ)
Lam Sơn là một xã thuộc huyện Tam Nông, tỉnh Phú Thọ, Việt Nam.

## Địa lý
Xã Lam Sơn nằm ở phía tây bắc huyện Tam Nông, có vị trí địa lý:
- Phía đông giáp xã Vạn Xuân
- Phía tây giáp huyện Cẩm Khê
- Phía nam giáp các xã Thọ Văn, Quang Húc và Tề Lễ
- Phía bắc giáp xã Bắc Sơn.

Xã Lam Sơn có diện tích 21,47 km², dân số năm 2018 là 8.088 người, mật độ dân số đạt 377 người/km².

## Lịch sử
Địa bàn xã Lam Sơn hiện nay trước đây vốn là ba xã: Hùng Đô, Phương Thịnh, Tứ Mỹ.
Trước khi sáp nhập, xã Phương Thịnh có diện tích 9,78 km², dân số là 2.375 người, mật độ dân số đạt 243 người/km², có 7 khu ứng với 7 thôn: Hùng Vương, Quang Trung, Tân Lập, Thái Nguyên, Đô Lương, Phương Quan. Xã Hùng Đô có diện tích 3,85 km², dân số là 2.247 người, mật độ dân số đạt 586 người/km², có 5 khu: 1, 2, 3, 4, 5. Xã Tứ Mỹ có diện tích 7,84 km², dân số là 3.466 người, mật độ dân số đạt 442 người/km².
Ngày 17 tháng 12 năm 2019, Ủy ban Thường vụ Quốc hội ban hành Nghị quyết 828/NQ-UBTVQH14 về việc sắp xếp các đơn vị hành chính cấp xã thuộc tỉnh Phú Thọ (nghị quyết có hiệu lực từ ngày 1 tháng 1 năm 2020). Theo đó, sáp nhập toàn bộ diện tích và dân số của ba xã Hùng Đô, Phương Thịnh và Tứ Mỹ thành xã Lam Sơn.